# Lisieux-i Szent Teréz-templom
A Lisieux-i Szent Teréz-templom egy budapesti műemlék[forrás?] templom.

## Története
A Budapest VIII. kerületi Kerepesi út 33. szám alatt fekvő épületre 1919-ben Templomépítő Bizottság alakult. Maga a templom 1928-ban épült fel Petrovácz Gyula tervei szerint. A templom alapterülete 573 négyzetméter. A templomhoz tartozó plébániát a kőbányai, a domonkos és zuglói plébániák területéből vették el.

## Képtár

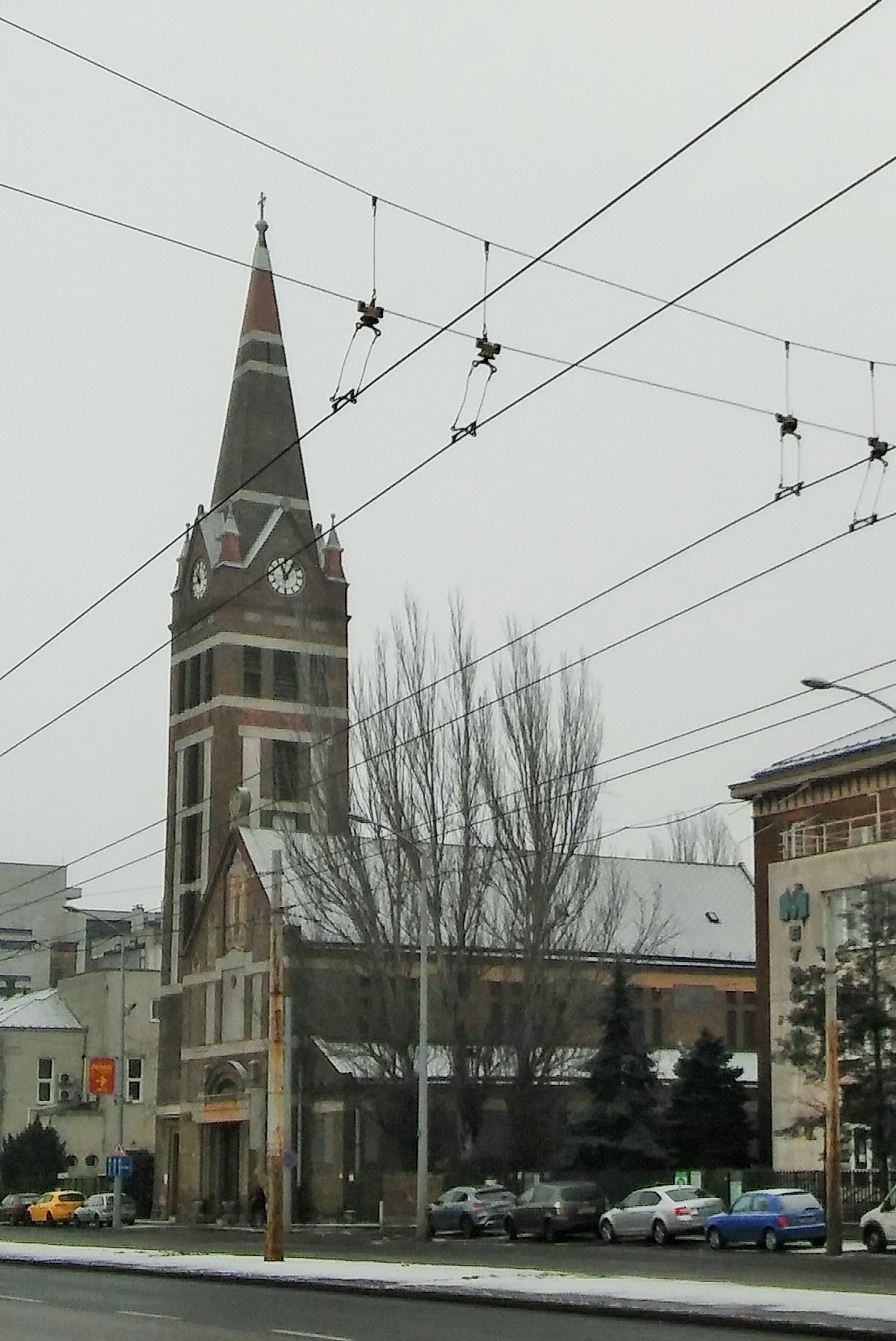
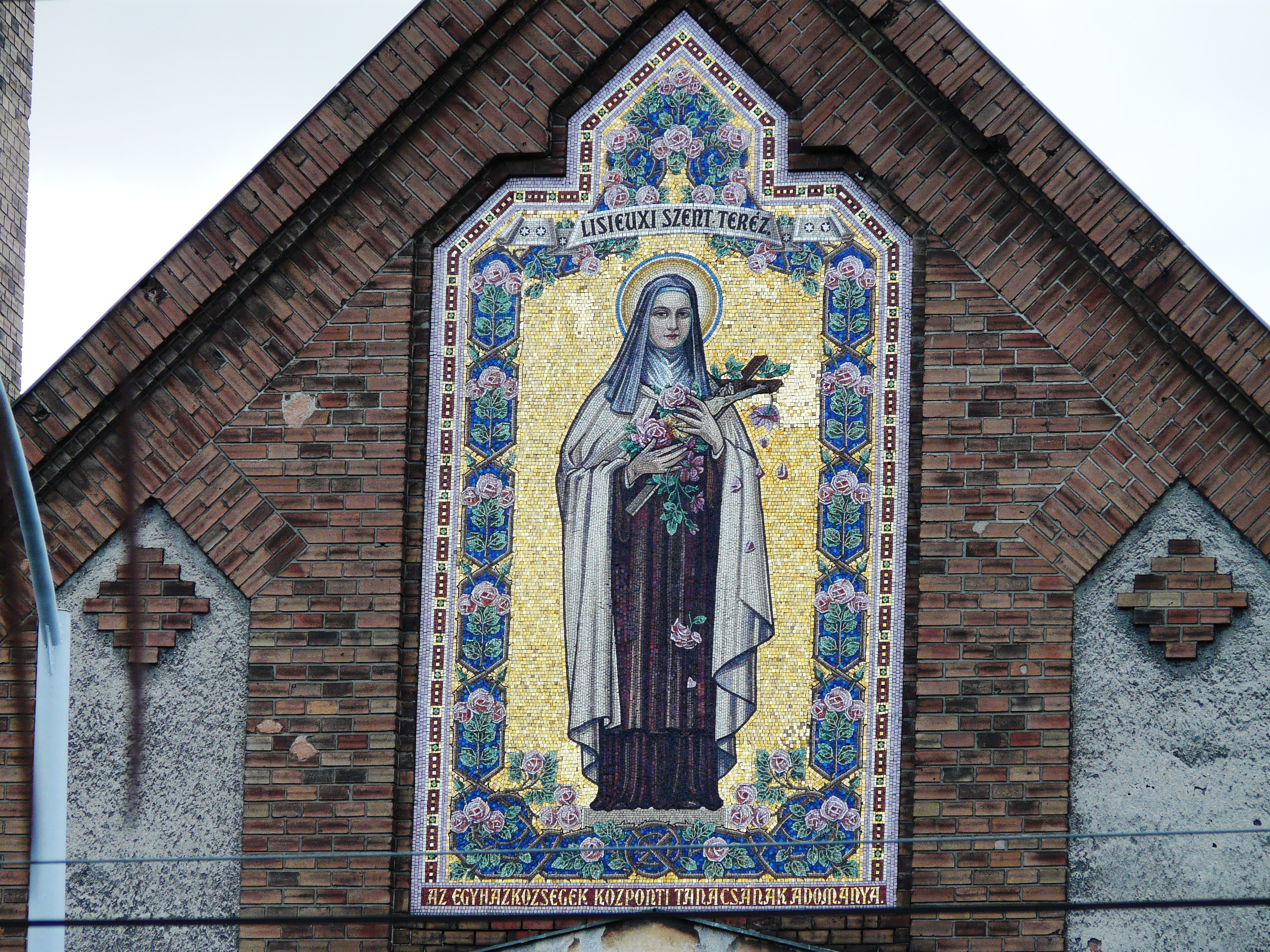
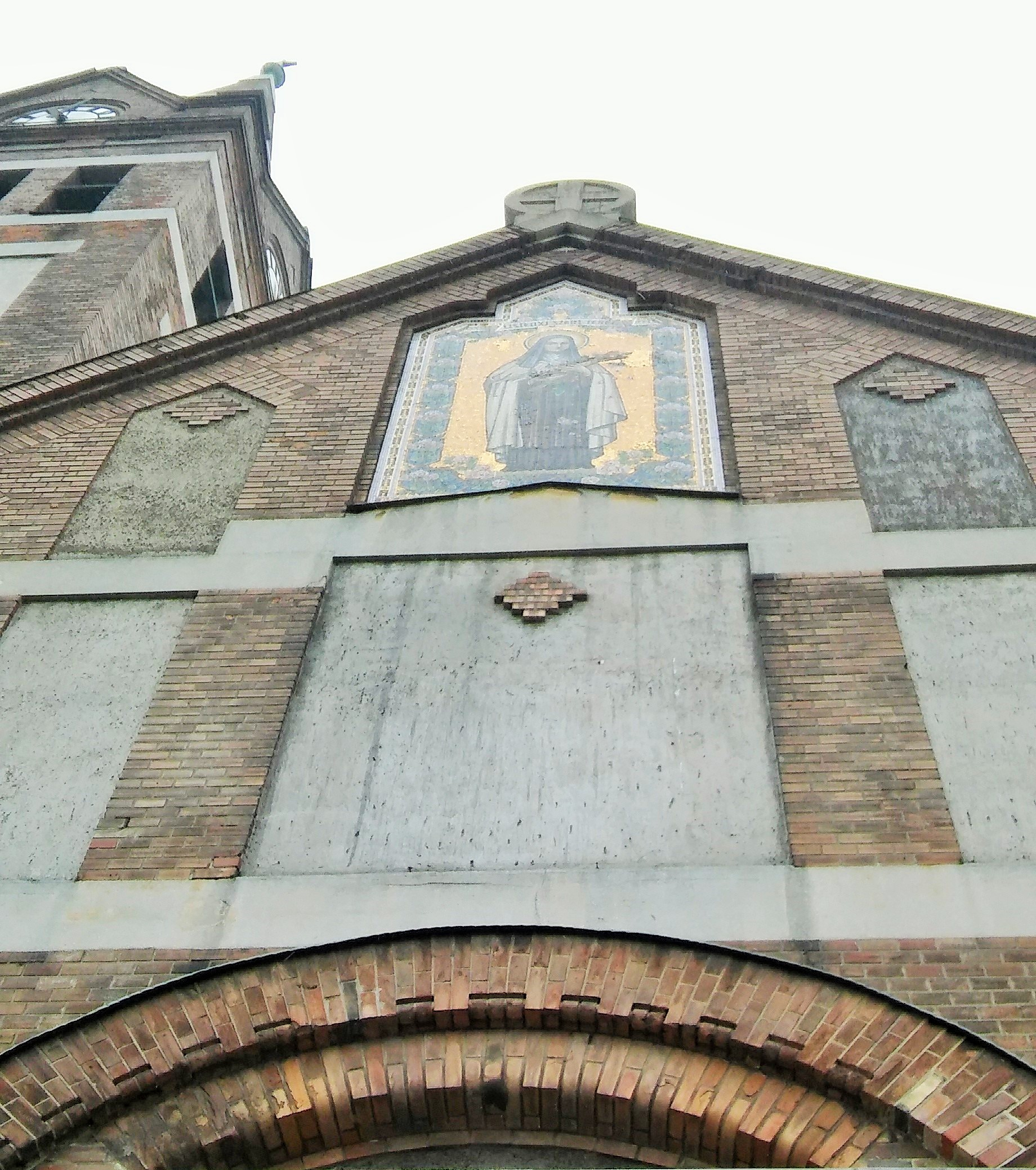
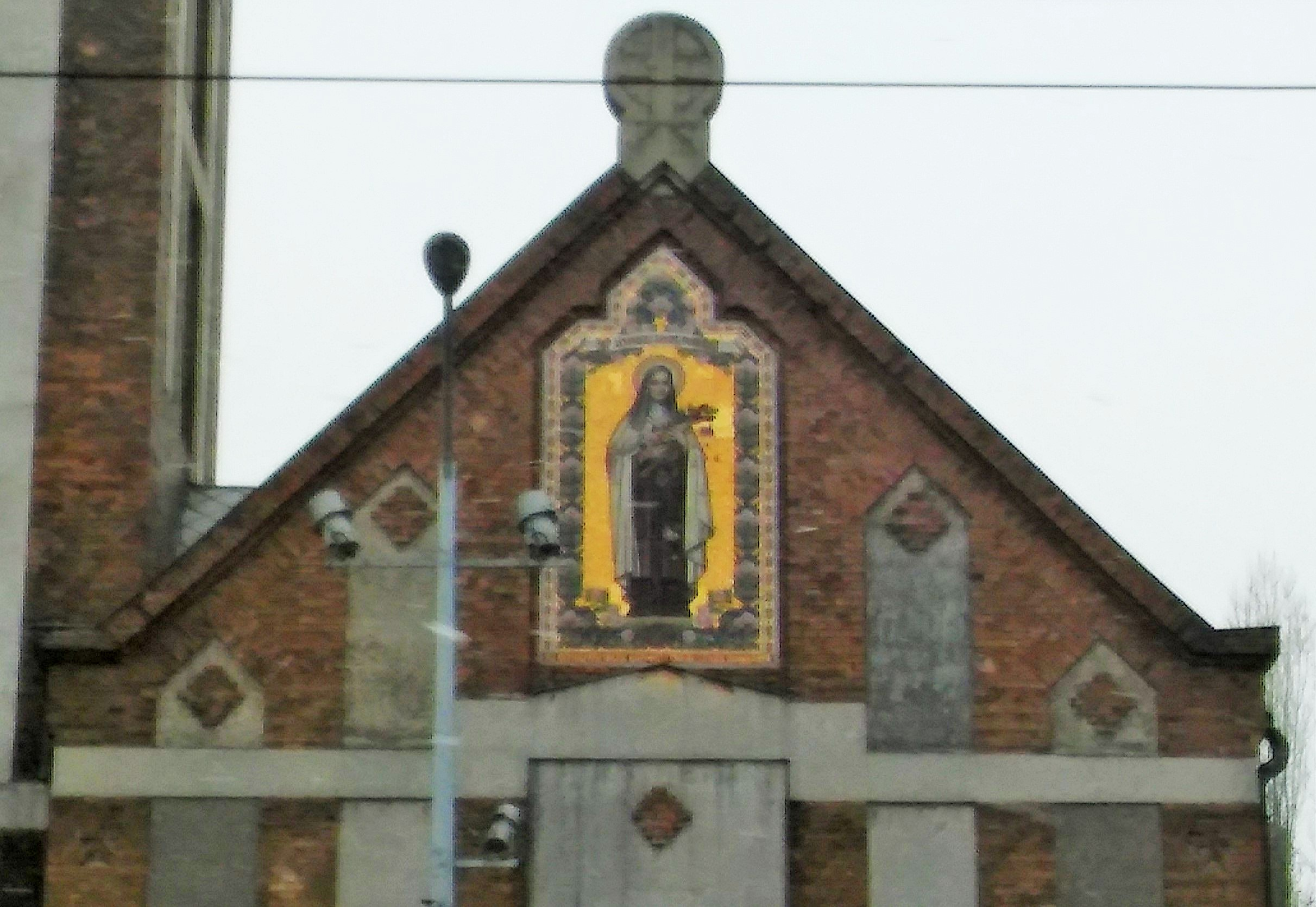
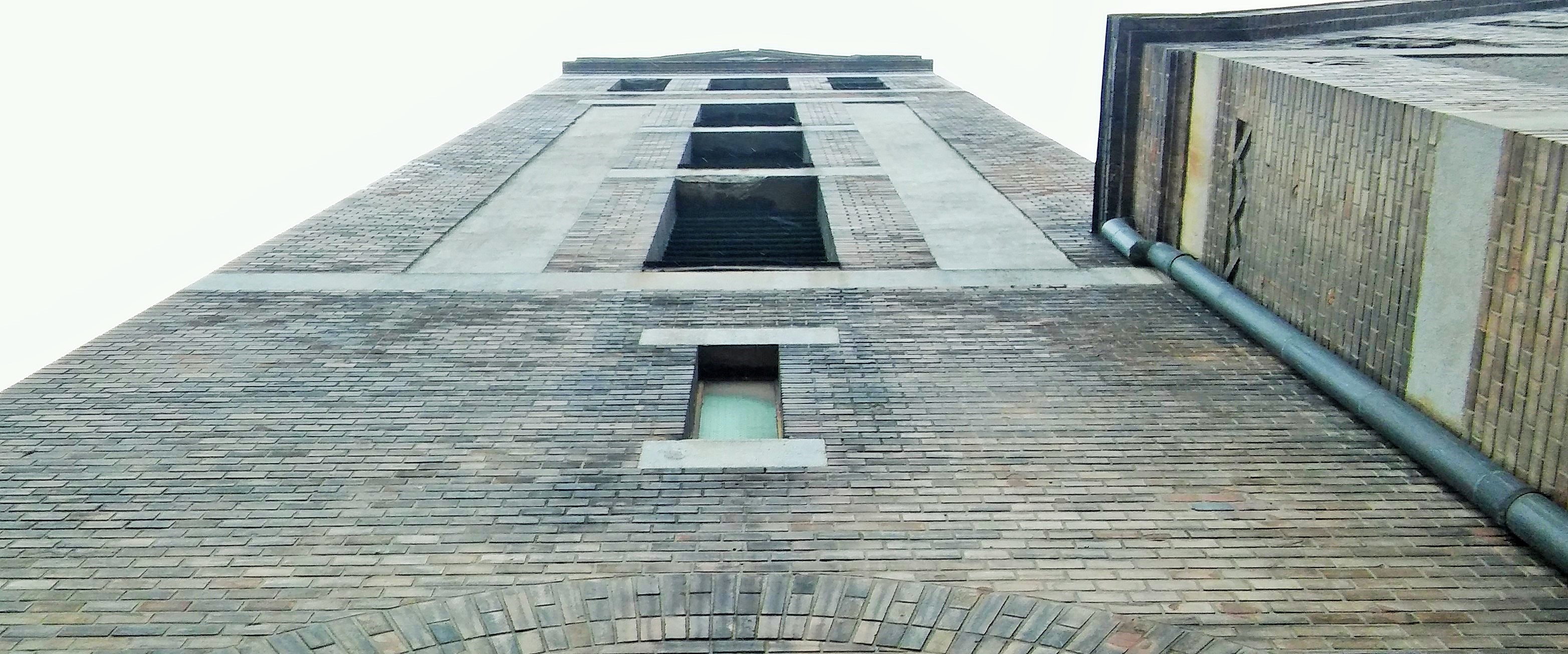
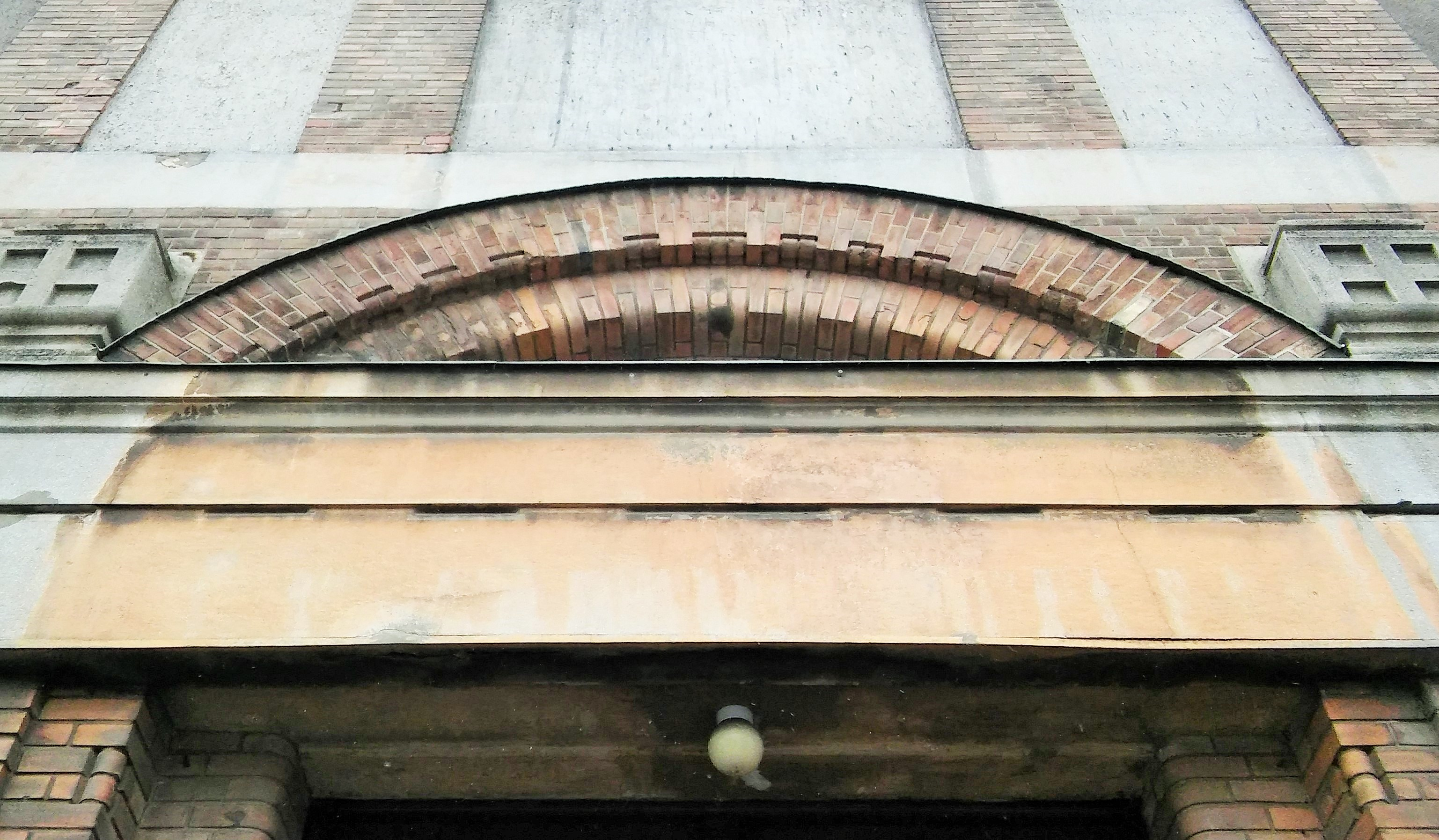
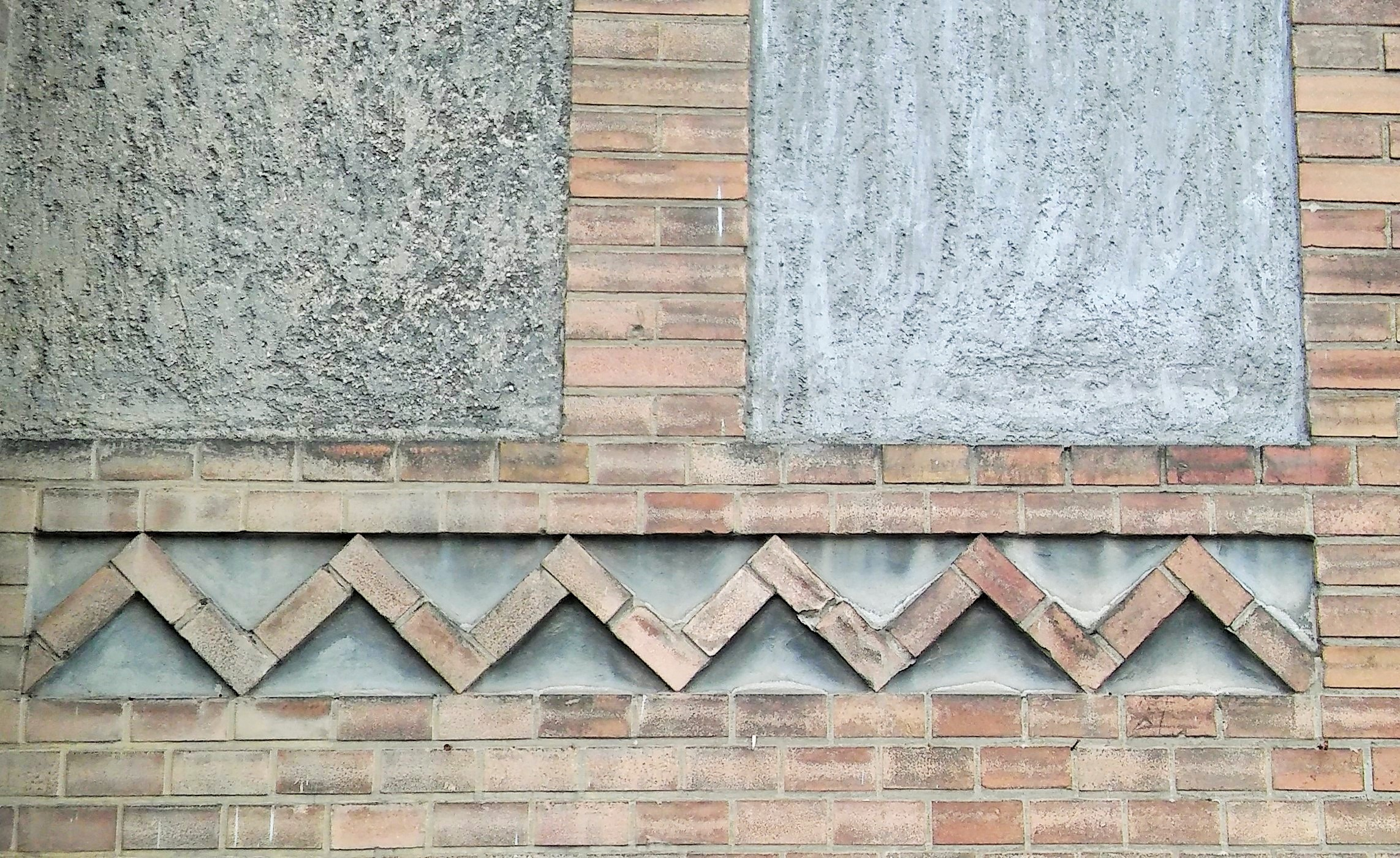
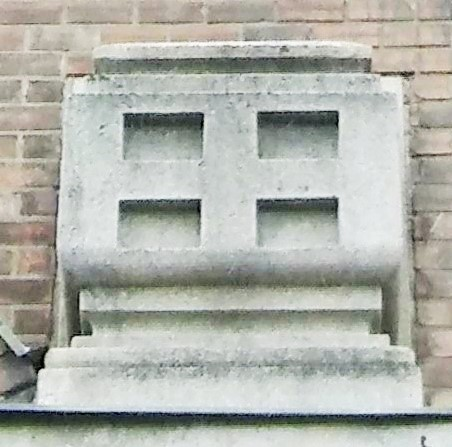
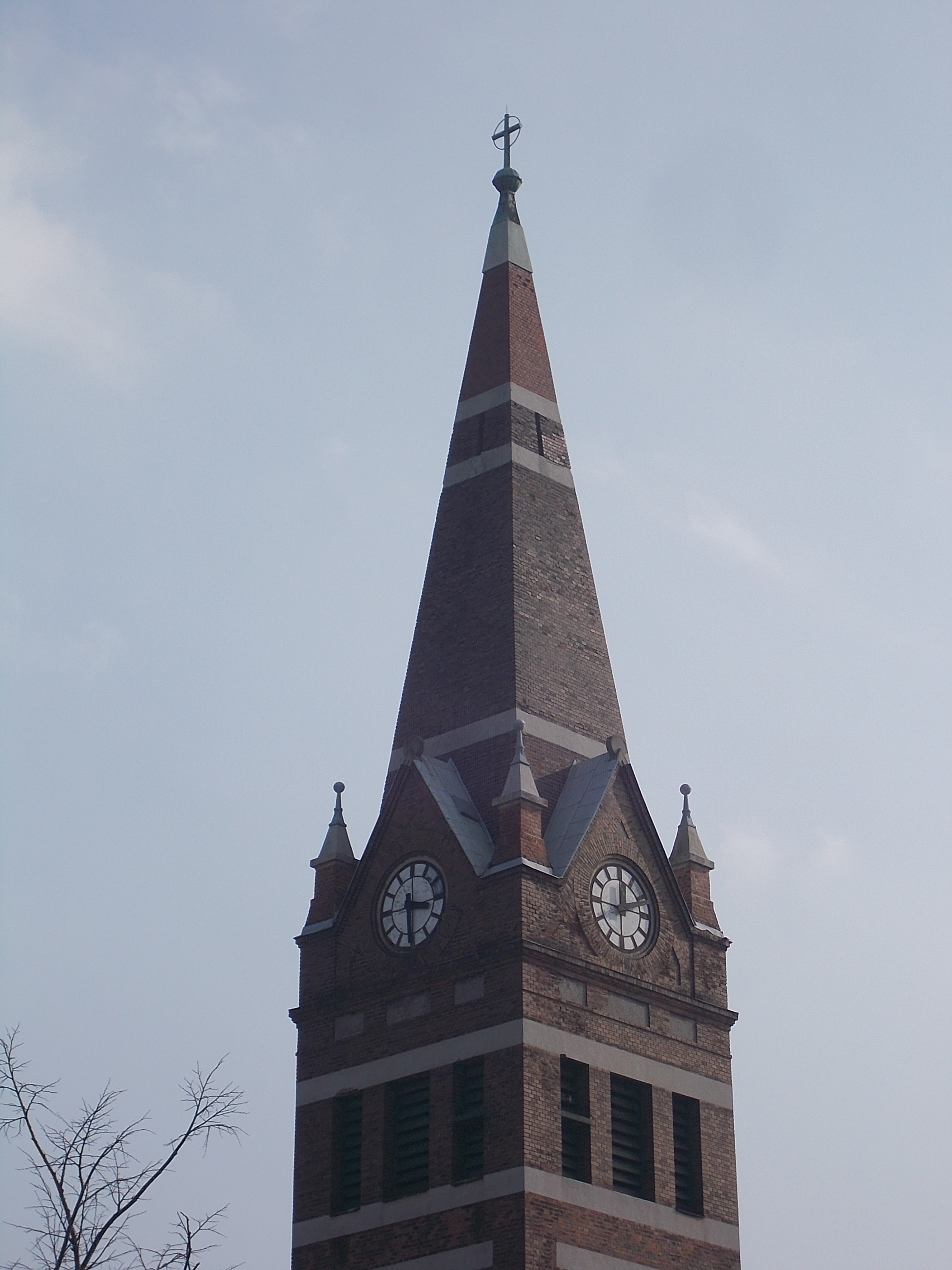